# HAP Grieshaber

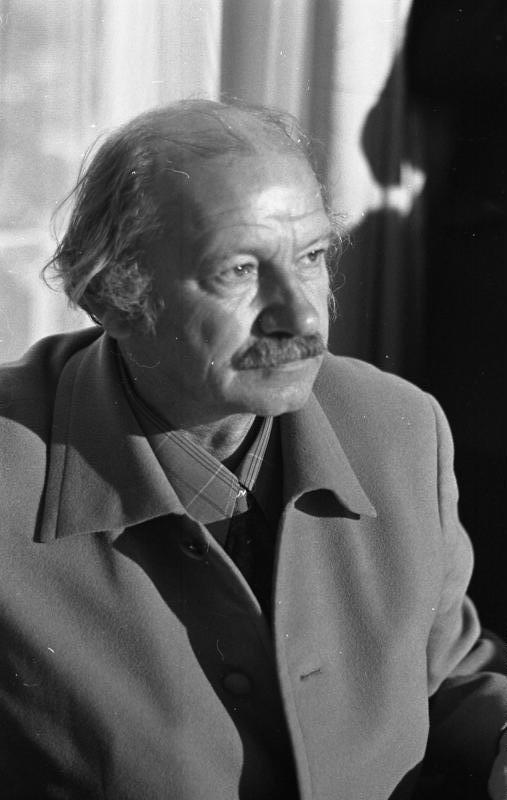
HAP Grieshaber (1970)

HAP Grieshaber, ursprünglich Helmut Andreas Paul Grieshaber (* 15. Februar 1909 in Rot an der Rot; † 12. Mai 1981 in Eningen unter Achalm), war ein deutscher Grafiker und bildender Künstler. Sein bevorzugtes Medium war der großformatige abstrahierende Holzschnitt.

## Leben
Der in Oberschwaben geborene Grieshaber verbrachte seine Schulzeit von 1915 bis 1924 zuerst in Nagold und später in Reutlingen, wo er von 1924 bis 1927 eine Schriftsetzerlehre absolvierte. Daneben besuchte er die Staatliche Kunstgewerbeschule in Stuttgart. Infolge fehlender familiärer Unterstützung musste er das Studium 1928 abbrechen, danach war er zeitweise arbeitslos.
Nachdem er zwischenzeitlich das Studium an der Kunstgewerbeschule wieder aufgenommen hatte, führten ihn Studienreisen zwischen 1931 und 1933 nach England, Ägypten und Griechenland. Im Juli 1933 kehrte er nach Deutschland zurück. Da er sich als Künstler nicht durchsetzen konnte, hielt er sich mit Gelegenheitsarbeiten über Wasser. Als Kritiker des Nationalsozialismus wurde ihm 1937 von der Reichskulturkammer die Untersagung der Berufsausübung als Gebrauchsgrafiker und Maler angedroht, sie wurde aber nicht ausgesprochen. Nach dem Beginn des Zweiten Weltkriegs wurde Grieshaber 1940 in die Wehrmacht eingezogen und war als Funker in Hagenau im Elsass stationiert. 1945 geriet er in amerikanische Kriegsgefangenschaft und war etwa ein Jahr lang in Mons (Belgien) interniert.
1946 kehrte er in den Reutlinger Raum zurück, wo er ab dieser Zeit auf der Achalm bei Eningen, einer unmittelbaren Nachbargemeinde Reutlingens, lebte und arbeitete. 1950 wirkte er an der Neugründung des Deutschen Künstlerbundes mit, dessen Vorstand er von 1956 bis 1967 angehörte. Zwischen 1951 und 1953 arbeitete er als Lehrer an der Bernsteinschule bei Sulz am Neckar und wurde 1955 Nachfolger Erich Heckels an der Kunstakademie Karlsruhe, wo er bis 1960 lehrte. Grieshaber gab seine Professur auf, als einige seiner Studenten das Zweite Staatsexamen nicht bestanden, da ihre Prüfungsarbeiten als nicht genug naturgetreu angesehen und ihnen mangelnde handwerkliche Fähigkeiten attestiert wurden. Dieser Vorgang löste eine in der Öffentlichkeit viel beachtete Debatte darüber aus, was Kunst sei und was Kunst nicht sein dürfe und führte in der Folge dazu, dass die Prüfungsordnung der Karlsruher Akademie, die noch aus der Zeit des Nationalsozialismus stammte, geändert wurde.
Er war Herausgeber von Zeitschriften wie dem Engel der Geschichte oder, gemeinsam mit Heinrich Böll, Walter Warnach und Werner von Trott zu Solz, dem Labyrinth (1960–1962).
In den folgenden Jahren erhielt Grieshaber verschiedene Preise und Auszeichnungen; so 1957 den Oberschwäbischen Kunstpreis, 1961 den Kunstpreis der Stadt Darmstadt, 1962 den Cornelius-Preis der Stadt Düsseldorf, 1968 den Kulturpreis des Deutschen Gewerkschaftsbundes, 1971 den Dürer-Preis der Stadt Nürnberg und 1978 den Gutenberg-Preis der Stadt Leipzig. Gemeinsam mit Rolf Szymanski begründete er den Jerg-Ratgeb-Preis, der 1977 zum ersten Mal verliehen wurde, mit dem Bildhauer Rudolf Hoflehner als erstem Preisträger.
Grieshaber engagierte sich auch gesellschaftspolitisch, so zum Beispiel gegen die Diktaturen in Griechenland zwischen 1967 und 1974 und Chile nach dem Militärputsch von 1973 sowie im Bereich Landschaftsschutz/Ökologie, gegen Atomkraftwerke und für den Brückenschlag zwischen den beiden deutschen Staaten DDR und BRD. Wichtigste Mitstreiterin hierbei wurde die Lyrikerin Margarete Hannsmann, von 1967 bis 1978 seine Lebensgefährtin.
Zu seinem 70. Geburtstag 1979 wurden große Retrospektiven in vielen Museen in beiden Teilen Deutschlands gezeigt. Mit dem Konstanzer Kunstpreis wurde Grieshaber 1980 das letzte Mal in seinem Leben ausgezeichnet. Im Jahr darauf starb er im Alter von 72 Jahren.

## Schüler
Zu Grieshabers wichtigen Schülern gehörten Fritz Genkinger, Horst Antes, Hans Baschang, Peter Härtling, Hans Peter Hoch, Herbert W. Kapitzki, Emil Kiess, Kurt Frank, Lothar Quinte, Walter Stöhrer, Heinz Schanz, Else Winnewisser und Hans Martin Erhardt.

## Künstlerische Bedeutung
HAP Grieshaber erneuerte nach dem Zweiten Weltkrieg den Holzschnitt und entwickelte ihn zum eigenständigen, monumentalen Wandbild.
Während der Diktatur des Nationalsozialismus konnte der in Reutlingen lebende, links orientierte Künstler nur im Verborgenen künstlerisch arbeiten. Dennoch entstand bereits in dieser Zeit ein beachtliches Holzschnittwerk. Landschaften der Schwäbischen Alb, Tiere, religiöse und mythologische Themen werden immer wieder im zeitgenössischen und politischen Kontext, aber auch davon losgelöst variiert. Während die frühen Arbeiten zunächst stark vom mittelalterlichen Linienholzschnitt ausgingen, gelang Grieshaber seit den späten 1930er Jahren eine überzeugende Synthese des Linienschnittes mit dem Flächenholzschnitt.
Anfang der 1950er Jahre entstanden während seiner Tätigkeit an der Bernsteinschule die ersten lebensgroßen Holzschnitte, die er später zu teilweise mehrteiligen Zyklen erweiterte.
Nach Teilnahmen an der documenta 1 (1955) und der documenta II (1959) führte er mit der documenta-Wand für die documenta III 1964 in Kassel sowie in vielen Großbildern für öffentliche Bauten den Weg zur Monumentalisierung des Holzschnitts fort. Zu seinen größten Arbeiten zählt der 1965 für den Neubau des Rathauses von Reutlingen entstandene Sturmbock, ein zum Holzstock verarbeiteter Baumstamm von 12 Meter Länge, der im Foyer des Rathauses ausgestellt ist.
Seine Themen spannen sich von der Flora und Fauna der Schwäbischen Alb über Liebespaare, religiöse und mythologische Darstellungen bis hin zu politischen, sozialen und ökologischen Fragen. Im Zentrum seines Werks standen dabei stets der Mensch und die Menschenwürde, für die er sich engagierte, wann immer es ihm nötig erschien.
Neben der Staatsgalerie Stuttgart verfügt das Kunstmuseum Reutlingen über einen der umfangreichsten Bestände an Arbeiten Grieshabers, darunter zahlreiche Unikate und Künstlerexemplare.
HAP Grieshabers Arbeiten sind unter anderem in dem Nachschlagewerk Reutlinger Künstlerlexikon dokumentiert.
Am 25. November 2018 wurde eine Folge der Sendung Lieb & Teuer des NDR ausgestrahlt, die von Janin Ullmann moderiert und im Schloss Reinbek gedreht wurde. Darin wurde mit der Gemälde-Expertin Beate Rhenisch eine Grafikmappe mit acht Grafiken mit Szenen aus dem Leben Christi besprochen.

## Werke (Auswahl)
- 1935 Die Marienkirche in Reutlingen I, Buch mit 7 Holzschnitten, 24,4 × 15,5 cm
- 1935 Die Marienkirche in Reutlingen II, Buch mit 7 Holzschnitten, 24,5 × 15,6 cm
- 1935 Passion, 30 Holzschnitte teilweise handcoloriert, 50 × 35 cm
- 1936 The Swabian Alb – a book of woodcuts, gemeinsam mit Klaus Vrieslander angefertigte Holzschnittmappe, 39,5 × 50 cm
- 1946 Die zwölf Monate, 12 Farbholzschnitte in versch. Größen (ca. 9 × 9 cm)
- 1949 Ulmer Tuch I, 16 Farbholzschnitte auf Leinwand gedruckt, 270 × 221 cm
- 1950 Die Koppel, Farbholzschnitt 16,50 × 12,25 cm
- 1952 Schmerzensbild (Diptychon), Farbholzschnitt, 151 × 133 cm
- 1952 Deutschland, Farbholzschnitt, 105 × 200 cm
- 1956 Janusköpfe, Mappe mit 6 Farbholzschnitten, 50 × 35 cm
- 1960 Afrikanische Passion (Triptychon) Farbholzschnitte, 120 × 90 cm, 120 × 68 cm, 120 × 103 cm
- 1961 Dem Feuervogel: 10 Farbholzschnitte
- 1964 The Lord’s black nightingale gewidmet, Mappe mit sechs Farbholzschnitten und vier Holzschnitten in schwarz, 67,5 × 54 cm
- 1964 Osterritt, Mappe mit 39 Holzschnitten, 32 × 27 cm
- 1965 Der Rhein, Holzschnittwand in der Oper Bonn
- 1965 Carl Orff: Carmina Burana, zusammen mit Jacques Prévert, Mappe mit 14 Farbholzschnitten, 68,5 × 54 cm
- 1965 Sturmbock, 14 Holzschnitte mit Motiven aus der Reutlinger Stadtgeschichte in einem 90 cm hohen und 1200 cm langen Abachi-Stamm für das Rathaus Reutlingen, Stamm über dem Eingang zum Ratssaal angebracht
- 1965 Ansgar verlässt das brennende Hamburg, mehrere Holzschnitte, 300 × 120 cm. Ein Holzschnitt hängt im Gemeindehaus der Ansgarkirche in Hamburg-Langenhorn. Der Druckstock dazu hängt in der Hamburger Hauptkirche St. Nikolai.[6]
- 1966 Totentanz von Basel, 40 Farbholzschnitte, 45 × 35 cm, Dresden
- 1969 Herzauge, 8 Holzschnitte, Parabel Verlag
- 1970 Josefs-Bilderwand in der Stadtkirche Stuttgart-Untertürkheim: 36 etwa 140 cm × 117 cm große Tafeln zeichnen in sechs Reihen den Lebensweg von Josef nach
- Kreuzweg der Versöhnung in der Hofkirche Bruchsal
- 1972 Sintflut, 12 Holzschnitte auf Glasfaservlies, je 300 × 100 cm, Sammlung Kunsthalle Rostock
- 1973 Neues Rathaus Pforzheim, Ratssaal: 13 Holzschnitte zeigen 6 Szenen der Stadtgeschichte, im oberen Foyer Wandbild mit Textildrucken aus dem Zyklus „Männerwald“
- 1974 Wo Bücher brennen, werden auch Menschen verbrannt, Farbholzschnitt auf Zeichenkarton
- 1978 Herreißend die Zukunft, 9 Holzschnitte zu einem Gedicht von Volker Braun; Grafik-Edition III des Verlags Philipp Reclam jun. Leipzig

## Dokumentationen
- „HAP Grieshaber und der Engel der Geschichte“. Film von Ludwig Metzger (WDR 1996)
- Das Portrait: HAP Grieshaber, Holzschneider (SWR 1964)
- Porträt des Grafikers HAP Grieshaber (NDR 1965)

## Ausstellungen
- 1989 Galerie Art+Vision in Bern bei Martin Thönen[7]
- 2009 Grieshaber und die Moderne, Städtisches Kunstmuseum Spendhaus Reutlingen, 15. Februar bis 1. Juni 2009[8]
- 2009 Grenzgänger. Grieshaber und die DDR, Städtisches Kunstmuseum Spendhaus Reutlingen, 11. Juli bis 20. September 2009[9]
- 2013/14 HAP Grieshaber: Werke 1966–1981. Städtisches Kunstmuseum Spendhaus Reutlingen, 21. Dezember 2013 bis 21. September 2014.[10]
- 2024: Drucken ist ein Abenteuer. Handdrucke von HAP Grieshaber im Schloss Murnau

## Ehrungen
- 1957: Oberschwäbischer Kunstpreis
- 1969: Großes Verdienstkreuz der Bundesrepublik Deutschland
- 1975: Verdienstmedaille des Landes Baden-Württemberg[11]
- Die Stiftung Kunstfonds und die VG Bild-Kunst verleihen jährlich den HAP-Grieshaber-Preis an einen in Deutschland lebenden bildenden Künstler.
- 2016 wurde das Reutlinger Gymnasium im Bildungszentrum Nord in „HAP Grieshaber Gymnasium im BZN“ umbenannt.[12]
- Die Festhalle in Eningen unter Achalm ist nach ihm benannt und heißt „HAP-Grieshaber-Halle“.[13]